# 布祖·班頓

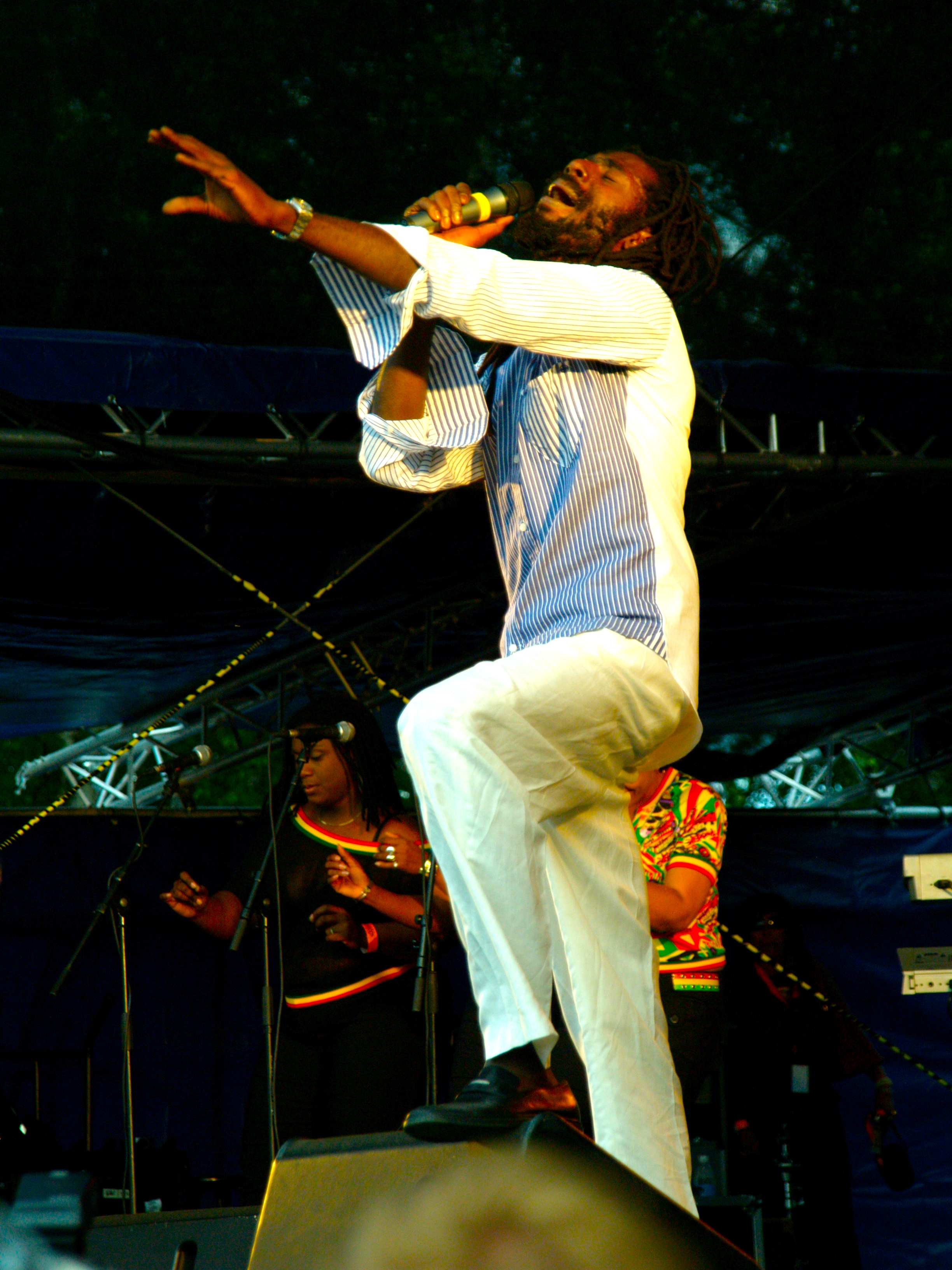
布祖·班頓

马克·安东尼·迈里 (Mark Anthony Myrie，1973年7月15日—)  ，艺名布祖·班頓（Buju Banton ），是一名牙买加舞厅音乐和雷鬼音樂歌手。 
1987年，班顿发行了多首舞厅音樂单曲， 1992年發行两张专辑後開始声名鹊起，當時他發行的一張專輯成为牙买加历史上最畅销的专辑。 同年，他的單曲銷量还打破之前由鲍勃·马利与哭泣者乐队保持的牙买加单曲銷量纪录。 之後他与唱片公司水星唱片签约并于1993年再度发行專輯。到了 20世纪90年代中期，他轉而支持拉斯塔法里运动。
2009年，他在美国因贩卖可卡因被捕。他2010年發行的专辑在第53屆葛萊美獎上获奖。2011年，他被判有罪，并在美国被监禁，2018年12月被释放，之後被驱逐出境。